# Българи в Южна Америка
Българите в Южна Америка са между 6000 и над 150 000 души.

## Разположение
Основен дял от българите населяват Аржентина и Бразилия. Значителен брой българи живеят в градовете: Сао Пауло, Рио де Жанейро, Буенос Айрес, Монтевидео, Богота.

## Език
Във всички страни в Южна Америка с изключение на Бразилия българите говорят предимно на испански език, докато в Бразилия на португалски.

## Личности
- Антонио Петиков - (скулптор)
- Дилма Русев - (бразилски политик)
- Жоржи Косиков - (юрист и писател)
- Свобода Бъчварова - (писател, редактор и киносценарист)
- Христо Лагадинов - (български революционер)
- Флоренсио Тенев (аржентински губернатор на провинция Чако),
- Луис Петков Найденов (аржентински адвокат и сенатор),
- Оскар Торлакоф  (уругвайски футболист),
- Саша Анеф (уругвайски футболист),
- Фабиан Естояноф (уругвайски футболист),
- Хорхе Лазаров (уругвайски певец, китарист и композитор),
- Любен Христофоров (изследовател),
- Асен Траянов (военен инженер),
- Теодоро Петков (икономист, политик, революционер, журналист),
- Иван Дреников (учен),
- Ина Исин (венецуелски художник),
- Румен Рашев (танцьор),
- Стойка Миланова (цигулар).